# Mafikizolo
Mafikizolo è un gruppo musicale sudafricano.

## Storia
Sono considerati uno dei più famosi gruppi musicali afropop sudafricani. Erano originariamente in tre: la cantante e compositrice Nhlanhla Sibongile Mafu Nciza, il cantante e compositore Theo Kgosinkwe, e il rapper Tebogo Benedict Madingoane; quest'ultimo morì nel 2004. Il loro stile musicale è il kwela, da cui trae le origini il kwaito.
In Sudafrica, il loro brano Ndihamba nawe è stato fra i più grandi successi del 2007. Hanno avuto molto successo anche album come Sibongile, Kwela e Six Mabone (che alla sua uscita ha raggiunto lo status di disco di platino in sole due settimane).
Nel 2007, Nhlanhla Nciza ha pubblicato un proprio album solista, Inguquku, alimentando il sospetto che il gruppo potesse essere in procinto di sciogliersi. Dopo la pubblicazione dell'album di Nciza, tuttavia, i Mafikizolo hanno intrapreso un importante tour nel Regno Unito; la stessa Nciza ha dichiarato di non voler sciogliere il gruppo, anche se al momento non sono previsti nuovi album..
Il 2 giugno 2018 hanno vinto il 24° South African Music Award tenutosi a Sun City per il miglior album ingegnerizzato.

## Discografia parziale

### Album
- 2003 - Sibongile
- 2003 - Kwela
- 2005 - Van Toeka Af
- 2006 - Six Mabone
- 2013 - Reunited
- 2017 - 20

### Raccolte
- 2006 - The Journey... The Hits